# Distrito de Lobata
Lobata es uno de los siete distritos de Santo Tomé y Príncipe, en la isla de Santo Tomé. Tercero en población dentro del total del país, cubre una superficie de 105 kilómetros cuadrados. La capital es Guadalupe. El distrito incluye el islote de Ilhéu das Cabras.
Crecimiento poblacional
- 1940 9,240 habitantes(15.2% del total nacional)
- 1950 8,190 habitantes(13.6% del total nacional)
- 1960 7,875 habitantes(12.3% del total nacional)
- 1970 9,361 habitantes(12.7% del total nacional)
- 1981 11,776 habitantes(12.2% del total nacional)
- 1991 14,173 habitantes(12.1% del total nacional)
- 2001 15,187 habitantes (11.0% del total nacional)

- Datos: Q1139384
- Multimedia: Lobata District / Q1139384